# Kovács László (informatikai vállalkozó)
Kovács László (1964. Kecskemét) magyar informatikai vállalkozó, mentor és banki informatikai szakértő. Fő vállalkozása a Pont Systems Zrt., amelyet 1996-ban alapított és amelyet a kezdetek óta vezet, 2014 óta vezérigazgatói pozícióban.
A Pont Systems nagyvállalati informatikával foglalkozik, ügyfelei elsősorban a bankszektorból kerülnek ki, de 2014 óta vietnami és laoszi államközi projektek révén az e-government terén is komoly tapasztalatot szerzett a cég.
Kovács László a cégvezetés mellett az ázsiai projektekben is komoly szerepet vállalt, több, mint egy évtizede minden évben hónapokat töltött a célországokban.
A Pont az ázsiai feladatok mellett Romániában és Szerbiában is rendelkezik leányvállalatokkal és több afrikai országban is folynak tárgyalások újabb projektekről, így a cég és Kovács László is értékes nemzetközi IT tapasztalatokat gyűjtött.
A startup mentorálás és IT oktatás révén az informatika utánpótlás biztosítás és digitalizáció elkötelezett híve.

## Tanulmányok
1986 és 1990 között az Eötvös Loránd Tudományegyetem és a Moszkvai Állami Egyetem (Lomonoszov) matematika szakát végezte el és szerzett diplomát.
A magyar, mint anyanyelv mellett angol és orosz tárgyalóképes nyelvtudással rendelkezik.

## Egyéb érdekeltségek
- 2010-2016 - Colabs Startup Center[1] - első hazai startup coworking iroda, 2mrd Ft értékű mentorálás - Alapító és befektető
- 2017 - DC Corner Zrt . - IT infrastruktúra tervezés, telepítés és üzemeltetés - Tulajdonos
- 2019 - Pixel Oktatási Kft. - informatika oktatás - Befektető
- 2015 - PCB Droid - nyomtatott áramkör tervező alkalmazás startup - Befektető[2]

## Tisztségei
- 2012 óta - a BKIK igazgatósági tagja, az Informatikai és Hírközlési osztály alelnöke[3]
- 2010 óta - az MKIK Magyar-Vietnami Üzleti Kamarájának alelnöke
- 2009-2016 - az MKIK Magyar-Szerb Üzleti Kamarájának alapítója, később alelnöke